# Bobrowniki (Koejavië-Pommeren)
Bobrowniki is een dorp in het Poolse woiwodschap Koejavië-Pommeren, in het district Lipnowski. De plaats maakt deel uit van de gemeente Bobrowniki en telt 980 inwoners.